# Spondylurus haitiae
Spondylurus haitiae o eslizón de cuatro líneas de La Española es una especie de escamosos de la familia Scincidae.

## Distribución geográfica
Es endémica de Haití.

## Estado de conservación
Se encuentra amenazada por la pérdida de su hábitat natural.